# CRAZY NIGHTS/GOLDEN DAYS
「CRAZY NIGHTS / GOLDEN DAYS」（クレイジー・ナイツ / ゴールデン・デイズ）は、1987年4月22日に発売された本田美奈子の10枚目のシングル（本作のみ12インチ・シングル）。

## 解説
- プロデュースはイギリスのロックバンド、クイーンのギタリスト、ブライアン・メイ。作詞、作曲、プロデュース、また、ギターやコーラスも担当している（ただし日本語版の歌詞は秋元康）。
- 英語バージョンは、イギリスで、1987年5月11日にリリースされた。なお、イギリスでのA面はGOLDEN DAYS 。この英語ヴァージョンのオリジナル・ミックスは『本田美奈子BOX』に収録されている。
- 『夜のヒットスタジオDELUXE』1987年4月22日放送分にて、これまでロングヘアだった髪を短く切って出演した。

## 収録曲

### 日本盤
（全作詞・作曲・編曲：ブライアン・メイ、日本語詞：秋元康）
1. CRAZY NIGHTS
  - 東芝「イマージュ」TV-CMソング。
  - フジテレビ系月曜ドラマランド『フローズンホラーショー』主題歌
2. GOLDEN DAYS

### UK盤
（全作詞・作曲・編曲：ブライアン・メイ）
1. GOLDEN DAYS
2. CRAZY NIGHTS

## 収録アルバム
CRAZY NIGHTS
- DISPA 1987 （1988年1月25日） - ライブバージョン
- Look over my shoulder （1988年10月26日）
- best now （1989年9月13日, 1990年11月14日）
- Big Artist Best Collection （1994年12月7日）
- TWIN BEST （1998年5月13日）
- GOLDEN☆BEST 本田美奈子 （2003年6月25日）
- 本田美奈子BOX （2004年12月15日）
- NEW BEST 1500 （2005年8月24日）
- ゴールデン☆アイドル 本田美奈子 (2014年7月30日)
- エッセンシャル・ベスト 1200 本田美奈子 (2018年3月21日)

GOLDEN DAYS
- バラード・コレクション （1989年6月7日）
- best now （1989年9月13日）
- 本田美奈子BOX （2004年12月15日）
- ANGEL VOICE 〜本田美奈子.メモリアル・ベスト〜（2007年4月18日） - 2006 Re-mix
- Anthem Of Life 〜Sweet Ballads Best〜 （2007年10月24日） - 2006 Re-mix (初回DVDに収録のPVは英国オリジナル・シングル・ヴァージョン)
- ゴールデン☆アイドル 本田美奈子 (2014年7月30日)

## メディアでの披露
CRAZY NIGHTS
- オールナイトフジ
- オレたちひょうきん族
- スーパージョッキー
- ミュージックスクエア
- ミュージックステーション
- 夜のヒットスタジオDELUXE

GOLDEN DAYS
- 夜のヒットスタジオDELUXE